# Erica aestiva
Erica aestiva är en ljungväxtart som beskrevs av Markotter. Erica aestiva ingår i släktet klockljungssläktet, och familjen ljungväxter. Utöver nominatformen finns också underarten E. a. minor.